# کوروچ-کاران
کوروچ-کاران (به لاتین: Kuruch-Karan) یک منطقهٔ مسکونی در روسیه است که در باشقیرستان واقع شده‌است.